# Rear View Mirror
Rear View Mirror è un album live di Townes Van Zandt, pubblicato dalla Sundown Records nel 1993 (ripubblicazioni dell'album nel 1994 (Veracity Records), 1996 e 2002 (Normal Records), 1994, 1997 e 2000 (Sugar Hill Records), 2007 (TVZ Records)). Il disco fu registrato nel 1979 al The Blue Union Cafe di Norman, Oklahoma (Stati Uniti).

## Tracce
Brani composti da Townes Van Zandt
1. Pancho & Lefty – 4:01
2. If I Needed You – 2:40
3. For the Sake of the Song – 4:38
4. Our Mother the Mountain – 2:59
5. To Live Is to Fly – 4:08
6. Lungs – 2:38
7. Flying Shoes – 3:30
8. No Place to Fall – 3:12
9. Dollar Bill Blues – 2:22
10. White Freight Liner Blues – 4:18
11. Tecumseh Valley – 4:41
12. Don't You Take It Too Bad – 3:35
13. Tower Song – 3:06
14. Rex's Blues – 2:23
15. Brother Flower – 2:44
16. Waiting Around to Die – 3:12
17. Colorado Girl – 3:28

Edizione CD del 1996, pubblicato dalla Normal Records (NORMAL 203 CD)
Brani composti da Townes Van Zandt, eccetto dove indicato
1. Pancho & Lefty
2. If I Needed You
3. For the Sake of the Song
4. Our Mother the Mountain
5. To Live Is to Fly
6. Lungs
7. Flying Shoes
8. No Place to Fall
9. Dollar Bill Blues
10. White Freight Liner
11. Tecumseh Valley
12. Don't You Take It Too Bad
13. Tower Song
14. Rex's Blues
15. Brother Flower
16. Waitin' Round to Die
17. Colorado Girl
18. Fraternity Blues – Bonus Track
19. Riding the Range (Michael Weston King) – Bonus Track
20. Talking Thunderbird Blue – Bonus Track

## Musicisti
- Townes Van Zandt - chitarra acustica, voce
- Danny Rowland - chitarra acustica solista
- Owen Cody - fiddle, violino
- Jimmie Gray - basso, accompagnamento vocale